# Torbellino (banda)
Torbellino fue un grupo musical peruano, que nació a raíz de la telenovela del mismo nombre. La telenovela fue creada por Luis Llosa, producida por Iguana Producciones y transmitida por Frecuencia Latina a comienzos de 1997.

## Historia
Debido al gran éxito de la telenovela peruana Torbellino, su director Luis Llosa, en conjunto con la productora Iguana Producciones, decidió poner en marcha un proyecto musical. Inspirados un poco en los grupos juveniles de la década de los noventa, como Muñecos de Papel y Onda Vaselina, la idea comenzó a gestarse a mediados de 1997.
La situación era algo complicada, la economía peruana pasaba por uno de sus peores momentos y muy pocas personas apostaron por este proyecto. Aceptando incluso el riesgo de fracasar, fue así que Luis Llosa y Margarita Morales Macedo, junto con un nuevo equipo de producción formado por Rocío Tovar, Hernán Val, Alfredo Cueva y Paula Wilson, empezaron la búsqueda de productores, músicos y compositores, con el fin de preparar canciones y tener el apoyo de alguna discográfica.
El álbum debut, Torbellino: Corazón de la ciudad, se lanzó el 17 de noviembre de 1997, bajo el sello de Sony Music Perú. Gozó de mucho éxito entre 1997 y 1999. Se lanzaron cinco sencillos: Torbellino, Poco a poco, Solamente tú, Corazón de la ciudad y Boulevard.
En 2018, se estrenó la novela Torbellino: 20 años después, volviendo a reunir a los miembros originales estrenando un nuevo tema, Pierde cuidado, escrito por Bárbara Cayo. En octubre de 2020, la novela Torbellino se estrenó en la plataforma de streaming Movistar Play.
En agosto de 2023 se estrenó en YouTube, Pasión & Fuego: Un Documental de Torbellino, que celebra los 25 años de formación del Grupo. 
En noviembre de ese mismo año se realizó un Concierto de Reencuentro bajo el título TBO en Concierto: 25 Años de Pasión y Fuego, grabado y transmitido por el canal TV Perú.

## Integrantes
- Érika Villalobos Arana: Vocalista
- Gabriel Calvo Maldonado: Vocalista
- Bárbara Cayo Sanguinetti: Vocalista y compositora
- Fiorella Cayo Sanguinetti: Vocalista y compositora
- Pablo Saldarriaga: Vocalista y compositor
- Daniela Sarfati: Vocalista
- Marco Zunino: Vocalista

Nota: Marco Zunino formó parte del grupo desde sus inicios, apareciendo en programas de TV y conciertos, dejó la banda antes de que esta lanzara su álbum debut en 1997, para estudiar actuación en EUA.

## Otros miembros
- Claudia Berninzon: Fue convocada por la productora Rocío Tovar, sustituyó a Bárbara Cayo cuando dio a luz, posteriormente reemplazó a Daniela Sarfati en 1999.
- László Kovács: Ingresó al grupo en 1998 en reemplazo de Marco Zunino.
- Santiago Magill: Miembro de la banda, solo en la telenovela, aunque hizo varias apariciones en conciertos, acompañando a Fiorella Cayo en su tema Poco a poco.
- Gianella Neyra: Miembro de la banda, solo en la telenovela.
- Carlos Thorton: Miembro de la banda, solo en la telenovela.
- Renato Rossini: Miembro de la banda, solo en la telenovela.

## Grabación y producción del álbumCorazón de la ciudad
En un principio, la idea original era trabajar con el productor musical Manuel Garrido-Lecca (Christian Meier, Arena Hash, Almendra Gomelsky). Fue él quién produjo el tema Torbellino, compuesto por el cantante y actor Christian Meier. Sin embargo, por problemas de agenda y otros compromisos laborales, Manuel Garrido-Lecca abandonó la producción del disco. Fue entonces cuando Iguana Producciones apostó por Gustavo Araníbar, joven músico, productor y compositor peruano. Fue él quién se encargó de terminar la producción del disco, dándole un sonido variado y fresco a las canciones, dentro del género pop.
En el CD Torbellino: Corazón de la ciudad, se incluyeron diez canciones, la mayoría dentro del género pop, también se pueden encontrar otros ritmos como salsa, rap con toques de jazz, dance y baladas. Todas las canciones fueron escogidas por Gustavo Araníbar y los miembros del grupo. Asimismo, Christian Meier, Gustavo Araníbar, Bárbara y Fiorella Cayo, junto con Pablo Saldarriaga, participaron en la composición de algunos temas del disco, en algunas con corte autobiográfico.
Las grabaciones tuvieron lugar el segundo semestre de 1997 en Pro Studios, Sunset Producciones y Studio Amigos, en Lima (Perú). El sonido final del CD fue dirigido por Andrés Landavere en Pro Studios, y los sonidos de fondo de saxofón fueron grabados por Gonzalo Polar. El disco fue lanzado bajo el sello de Sony Music.
La portada fue hecha y diseñada por la empresa Studio Gr@fico, que muestra a los seis integrantes sentados en una calle, apoyados en una pared con diseños de grafiti. Hubo un total de tres fotos usadas para la portada y el libreto. El libreto está en el tono de color, verde, naranja y amarillo, con otros detalles gráficos, incluyen textos de todas las canciones, información sobre el proceso de grabación del CD y también agradecimientos de los 6 integrantes a sus familias, productores y admiradores.

## Información del álbum
El tema Poco a poco, de la autoría de Fiorella Cayo, habla del amor adolescente y la fuerza de poder decirle a la otra persona lo que uno siente. También escribió el tema Boulevard,de corte pop-dance, que habla de las presiones y preocupaciones que pasa una joven durante la adolescencia y que posteriormente se convirtió en la cortina musical de la telenovela Boulevard Torbellino.
Bárbara Cayo compuso Solamente tú, un tema de corte romántico y una canción muy especial para ella, ya que era un tema bastante movido con un mensaje directo. Por su parte Pablo Saldarriaga escribió el tema On The Boogie, una canción bailable inspirado en la época de los setenta y que permite ver otra faceta musical del cantante, ya que normalmente interpreta temas de corte soul, jazz y rap. Gustavo Araníbar escribió tres canciones para este disco, en el que también participaron Christian Meier, Nick Chiessa y el salsero peruano Willy Rivera.
Varias canciones del CD se utilizaron en la telenovela Torbellino. El tema Poco a poco se utilizó en las escenas de amor entre Patricia Campoverde, una estudiante de secundaria, y el profesor Germán Arrese, interpretados por Fiorella Cayo y Santiago Magill. El tema Noche azul, en las escenas de amor de María, una chica provinciana y Fabricio, un profesor de música de la academia, interpretados por Érika Villalobos y Marco Zunino.
El tema Al límite se utilizó en las escenas de amor entre Lucía, una adinerada chica de la ciudad, y Roberto, joven provinciano y hermano de María, papeles interpretados por Daniela Sarfati y Gabriel Calvo.
En algunas escenas de la telenovela, se utilizaban las intros de los temas de la cantante mexicana Fey, de su disco Tierna la noche. Así como la canción En cada momento, de la cantautora peruana radicada en Miami Jessyca Sarango, que se utilizaba en los créditos al final de la novela.

## Promoción y giras
El primer sencillo a promocionar fue el tema Torbellino, lanzado en las radios en el verano de 1997. No se grabó un videoclip oficial, en su lugar se utilizó la intro de la novela. El segundo sencillo "Poco a Poco" fue lanzado en junio de ese mismo año y contó con un video del grupo durante sus primeras presentaciones. Posteriormente se estrenó “Solamente Tú”, que fue lanzado para Radios.
Como parte de la promoción, el grupo se presentó en programas de gran audiencia como Gisela en América, Utilísima, Campaneando, Maritere y Chola de miércoles. Asimismo, el grupo realizó su primer concierto en el campus del colegio Roosevelt de Lima en agosto de 1997. Meses después iniciaron una gira a nivel nacional, recorriendo varios departamentos del Perú entre 1997 y 1998.
Debido al gran éxito de la telenovela Torbellino en el extranjero, el grupo estuvo de promoción en Guayaquil (Ecuador) a finales de 1998, donde se presentaron en programas como Iguana legal y Guayaquil caliente, y realizaron un único concierto en la Feria de Durán, con lleno total.

## Lanzamiento y posicionamiento
El disco Torbellino: Corazón de la Ciudad fue lanzado oficialmente el 17 de noviembre de 1997. En la primera semana se vendieron 20 000 unidades en Perú y alcanzó el #1 del top 10. Actualmente lleva cerca de setenta mil discos vendidos en Perú, logrando disco de oro en este país. Otros 15 000 discos vendidos en Ecuador alcanzando también el #1, en este país el grupo fue en plan de promoción y estuvieron de gira. Asimismo, se vendieron quince mil copias en Chile gracias a la aceptación de la novela y cerca de diez mil discos vendidos en Colombia.
Sumando hasta la fecha más de cien mil discos vendidos y logrando disco de oro y platino. En esta edición para Latinoamérica, el contenido es el mismo solo los créditos son diferentes.

## ÁlbumCorazón de la ciudad

### Edición latinoamericana (1997)
| #   | Título                                                           | Voces principales                                                                                | Duración |
| --- | ---------------------------------------------------------------- | ------------------------------------------------------------------------------------------------ | -------- |
| 01. | Torbellino • Música y letra: Christian Meier                     | Érika Villalobos, Fiorella Cayo, Bárbara Cayo, Gabriel Calvo y Daniela Sarfati                   | 3:26     |
| 02. | Poco a poco • Música y letra: Fiorella Cayo                      | Fiorella Cayo                                                                                    | 4:05     |
| 03. | Solamente tú • Música y letra: Bárbara Cayo                      | Bárbara Cayo                                                                                     | 3:07     |
| 04. | Al límite • Música y letra: Gustavo Araníbar                     | Pablo Saldarriaga, Daniela Sarfati, Gabriel Calvo y Érika Villalobos                             | 4:56     |
| 05. | Juego del amor • Música y letra: Nick Chiessa y Gustavo Araníbar | Pablo Saldarriaga                                                                                | 4:16     |
| 06. | Niña • Música y letra: Willy Rivera                              | Gabriel Calvo                                                                                    | 3:41     |
| 07. | On The Boogie • Música y letra: Pablo Saldarriaga                | Pablo Saldarriaga                                                                                | 4:16     |
| 08. | Noche azul • Música y letra: Gustavo Araníbar                    | Érika Villalobos                                                                                 | 4:45     |
| 09. | Corazón de la ciudad • Música y letra: Gustavo Araníbar          | Pablo Saldarriaga, Fiorella Cayo, Daniela Sarfati, Gabriel Calvo y Érika Villalobos              | 3:41     |
| 10. | Boulevard • Música y letra: Fiorella Cayo                        | Fiorella Cayo, Daniela Sarfati, Gabriel Calvo, Bárbara Cayo, Érika Villalobos, Pablo Saldarriaga | 3:16     |

## Pasión & Fuego: Un Documental de Torbellino
En enero de 2022, por motivo de los 25 años de formación del Grupo, los 7 integrantes originales se reunieron para la realización del Documental titulado "Pasión & Fuego: Un Documental de Torbellino", grabado en Lima (Perú) y Miami (USA) entre los meses de enero y marzo de 2022.
Este trabajo audiovisual, ideado y producido por Alfredo Jiménez Pimentel, dirigido por Álvaro Luque junto a Oswaldo Villavicencio y editado por Mariano Naters, cuenta con la participación del Director y creador del Grupo Lucho Llosa, Margarita Morales, Rocío Tovar y el Productor Musical Gustavo Araníbar, cuyos testimonios narran la creación, preparación, éxito y disolución del Grupo Torbellino.
El Productor expresó: "Cuando surgió la idea de trabajar con Torbellino, tenía claro que debía ser un proyecto que no hubieran hecho antes...ya que en estos 25 años el Grupo tuvo Novela, hicieron un Disco, Giras, posteriormente hicieron una Serie. Por lo tanto, la idea de hacer un Documental era perfecto y de esa manera, contar la historia del Grupo desde un punto de vista que no se había contado antes". 
Esta producción incluye material de archivo (Fotografías y Videos) de las Giras, Ensayos y Entrevistas entre los años 1997 y 1998 en Lima (Perú) y Guayaquil (Ecuador), País donde el Grupo gozó de muchísimo éxito. 
Para la grabación del Documental, se usaron locaciones tales como: La Guarida Records, EOG Studios y Pulpo Stereo del Productor y compositor Juan Carlos Fernández.
Como dato curioso, fue la primera vez en 25 años que los 7 integrantes unieron sus voces en un Estudio de Grabación para interpretar sus viejos éxitos como: Torbellino, Poco a Poco, Solamente Tú y Noche Azul.
Pasión & Fuego: Un Documental de Torbellino se estrenó con gran éxito el 6 de agosto de 2023 en Youtube.

## Torbellino en Concierto: 25 años de Pasión y Fuego
A raíz del exitoso estreno del Documental de Torbellino, se inició la preproducción del Concierto de Reencuentro que marcaría el regreso a los escenarios de la Banda. Este concierto fue producido por el Grupo Torbellino junto a Alfredo Jiménez Pimentel, con quien ya habían trabajado previamente.
A este proyecto se sumó la participación de Milagros Flórez Salom (Escenario), Tarik D’onofrio (Auspicios), Gustavo Araníbar (Director Musical), Franco Benza y José Ignacio Cateriano (Dirección del Show) y Jonathan Asto en actualizar las Coreografías. Los ensayos de las coreografías se realizaron en Dance Studio y los ensayos con la banda en Sala Bosem bajo la dirección de Gustavo Araníbar.
Como parte de la promoción de este Concierto, el Grupo Torbellino se presentó en programas de alto rating como: Esto Es Guerra, Día D, Estás en Todas y Arriba mi Gente. 
En este Concierto se interpretaron todos los temas del disco Corazón De La Ciudad, además del Medley con éxitos de los 90's que solían cantar en sus primeros conciertos y se adicionaron 2 temas más. Uno de ellos fue el tema Si Vinieras por Mi, primer sencillo del disco de Bárbara y Fiorella Cayo y otro Medley, esta vez con temas como: Caras Nuevas, Los Buenos Tiempos y Qué Difícil es Amar, como homenaje al fallecido actor y cantante Diego Bertie.
El Concierto 'TBO: 25 años de Pasión y Fuego' se realizó en el Anfiteatro del Parque de la Exposición el 23 de noviembre de 2023 con lleno total y contó con la participación del actor Santiago Magill y Claudia Berninzon (exintegrante de Torbellino), así como DJ Cano y el dúo musical Alessia y Vambina en la apertura del Show.
Dicho concierto fue grabado y transmitido el 1 de enero de 2024 por el canal nacional TV Perú.

## Canciones inéditas o interpretadas en vivo

### Medley(Giras 1997-2023)
Estas canciones fueron interpretadas en vivo, formando parte del repertorio del grupo Torbellino en sus giras entre 1997 y 2023. Un pequeño homenaje al rock argentino que tanta influencia tuvo en los años ochenta y noventa.
| N.º | Título                                                                                      | Artista/grupo musical  | Interpretado por        |
| --- | ------------------------------------------------------------------------------------------- | ---------------------- | ----------------------- |
| 01. | Así es el calor • Música y letra: Andrés Calamaro Masel y Gringui Herrera                   | Los Abuelos de la Nada | Érika Villalobos        |
| 02. | Mariposa Tecknicolor • Música y letra: Rodolfo Páez; Eduardo Dutra y Herbert Lemos De Souza | Fito Páez              | Bárbara y Fiorella Cayo |
| 03. | Circo Beat • Música y letra: Rodolfo Páez                                                   | Fito Páez              | Pablo Saldarriaga       |
| 04. | Mil horas • Música y letra: Andrés Calamaro Masel                                           | Andrés Calamaro        | Daniela Sarfati         |
| 05. | Por una noche más • Música y letra: Miguel Ángel Mateos                                     | Miguel Mateos          | Gabriel Calvo           |
| 06. | El amor después del amor • Música y letra: Rodolfo Páez; Herbert Lemos De Souza Vianna      | Fito Páez              | Marco Zunino            |

### A Mil Por Hora(1999)
Fue un programa de entretenimiento que se emitió a mediados de 1999 y contó con la participación de Bárbara y Fiorella Cayo, Gabriel Calvo y László Kovács. Fue transmitido por el canal Panamericana Televisión. El tema principal fue escrito por Bárbara y Fiorella Cayo, y producido por el músico, arreglista y productor peruano Enrique Robles. Este tema nunca se editó en formato físico.
| N.º | Título                                                   | Voces principales                                         | Duración |
| --- | -------------------------------------------------------- | --------------------------------------------------------- | -------- |
| 01. | A mil por hora • Música y letra: Bárbara y Fiorella Cayo | Bárbara Cayo, Fiorella Cayo, Gabriel Calvo, László Kovács | 2:00     |

### Torbellino: 20 Años Después (2018)
Fue la secuela de Torbellino (1997) y Boulevard Torbellino (1998). Reuniendo a los integrantes originales y grabando un nuevo tema, Pierde cuidado, escrito por Bárbara Cayo. Este tema nunca se lanzó en plataformas musicales ni en formato físico.
| #   | Título                                        | Voces principales                                                                            | Duración |
| --- | --------------------------------------------- | -------------------------------------------------------------------------------------------- | -------- |
| 01. | Pierde cuidado • Música y letra: Bárbara Cayo | Bárbara Cayo, Fiorella Cayo, Érika Villalobos, Daniela Sarfati, Marco Zunino y Gabriel Calvo | 3:21     |

## Ventas y certificaciones
| País/región          | Proveedor | Año  | Certificación    | Ventas certificadas |
| Corazón de la ciudad |           |      |                  |                     |
| Perú                 | APDAYC    | 1997 | Disco de Platino | 70 000+             |
| Ecuador              | SAYCE     | 1998 | Disco de Oro     | 15 000+             |
| Chile                | SCD       | 1998 | Disco de Oro     | 15 000+             |
| Colombia             | SAYCO     | 1998 | Disco de Oro     | 10 000+             |

## Créditos
Créditos del disco Corazón de la ciudad
Management
- Luis Llosa Urquidi, idea original
- Iguana Producciones S. A., producción ejecutiva
- Sony Music Entertainment, Music Label

Producción
| - Manuel Garrido-Lecca, productor musical y programación (track 1) - Gustavo Araníbar, productor musical y programación (tracks 2, 3, 4, 5, 6, 7, 8, 9, 10) y arreglos (track 1) - Paul Stockholm, ingeniero de grabación (tracks 2, 3, 4, 5, 7, 8) - Andrés Landavere, mezcla (tracks 3, 5, 7, 9, 10) y arreglos (track 1) | - Willy Rivera, productor musical (track 6) - Ricardo Ghibellini, ingeniero de grabación (track 2) - Andrés Dulude, ingeniero de grabación y mezcla (tracks 1, 10) - Sr. Trujillo, ingeniero de grabación y mezcla (track 6) - Julio Caipo, mezcla (tracks 1, 3, 4, 5, 8, 9) |

Músicos
| - Gustavo Araníbar, guitarras y teclados (tracks 2, 3, 5, 7, 8, 9, 10) y coros (track 10) - Gonzalo Polar, saxo (track 1) - Sergio Sarria, batería (tracks 2, 3, 4, 9) - Andrés Landavere, teclados (tracks 3, 4, 9) y coros (track 10) - Alberto Palomino, bongoes (track 6) - Carlos Ubillús, trombones (track 6) - Noel Marambio, bajo (tracks 2, 3, 4) - Claudio Cabrera, guitarras (track 9) - Edwin Zapata, coros (track 6) | - Jaime Huachambe, piano (track 6) - Jean Pierre Butrón, guitarras (track 4) - Lucho Romero, bajo (track 6) - Antonio Ginocchio, trompetas (track 5) - Miguel Rodríguez, bajo (track 9) - Giovanni Fuentes, timbales (track 6) - Juan Carronello, congas (track 6) - Willy Gonzáles, trompetas (track 6) - Lupe Eslava, coros (track 5) |

Artwork
- Diseño gráfico: Studio Gr@fico